# Мзузу
Мзузу је главни град Северног региона Малавија и трећи град по величини према броју становника у овој афричкој држави. Налази се у средишту пољопривредног региона који је специјализован у производњи чаја, каучука и кафе. Вифија шуме које се налазе јужно од града су најпространији шумски насади у Африци.
Авионски саобраћај се обавља преко Мзузу аеродрома. У граду се налази Мзузу универзитет, основан 1994. године и Мзузу централна болница, једна од четири те врсте у држави. 

## Демографија
| Година | Становништво |
| ------ | ------------ |
| 1987   | 44 217       |
| 1998   | 87 030       |
| 2008   | 175 345      |